# بانک موسیقی
بانک موسیقی (کره‌ای: 뮤직뱅크) برنامهٔ موسیقایی است که هر جمعه از شبکهٔ کی بی اس ۲ در کره جنوبی پخش می‌شود. از سال ۲۰۱۵، این برنامه از طریق شبکهٔ کی بی اس جهانی در بیش از ۱۰۰ کشور به روی آنتن می‌رود. قسمت‌های این برنامه در حال ساختمان وینگ شبکهٔ کی بی اس فیلم‌برداری می‌شود. این برنامه همچنین تور جهانی بانک موسیقی را سازماندهی می‌کند.